# SAO Semberija
SAO Semberija (srp. САО Семберија, Српска аутономна област Семберија), poznata i pod imenom SAO Semberija i Majevica (srp. САО Семберија и Мајевица) ili SAO Sjeveroistočna Bosna (srp. САО Североисточна Босна) je bila srpska autonomna oblast u SR BiH. 

## Povijest
SAO Sjeveroistočnu Bosnu proglasila je SDS BiH 19. rujna 1991., skupa s drugim SAO-ima (SAO Hercegovina, SAO Bosanska krajina, Romanija), i u nju je bilo uključeno pet općina sjeveroistočne SR BiH. Postojala je od 19. rujna 1991. do 9. siječnja 1992. kad se ujedinila s ostalim samoproglašenim srpskim oblastima u BiH u te postala dijelom Republike srpskog naroda Bosne i Hercegovine (poslije nazvane Republika Srpska). Studenoga 1991. preimenovana je u SAO Semberiju te u SAO Semberiju i Majevicu) prosinca 1991. godine. Sastojala se od tri općine (Bijeljina, Lopare i Ugljevik), u njoj je bilo 150.000 stanovnika od kojih je 56–59% bilo etničkih Srba.. Sjedište oblasti bila je Bijeljina. Oblašću je upravljala privremena vlada.